# دومفيست
دومفيست (بالإنجليزية: Doomfist)‏ شخصية خيالية قابلة للعب في لعبة الفيديو أوفروتش لعام 2016 ويعتمد تصميمه على القفاز الإلكتروني القوي. وهو شخصية هجومية شجاعة، يستخدم هجمات قريبة المدى: لكمات مشحونة، وضربات قوية. تم إصدار دومفيست في أواخر يوليو 2017 كعنوان البطل الخامس والعشرين، والرابع تم تقديمه بعد إطلاق اللعبة. احتوى فيديو إعلان أوفروتش، في 2014، على إشارة طائشة إلى القفاز. بعد شعبيتها الهائلة بين المعجبين، وسعت شركة بليزارد إنترتينمنت المطور، التحدي إلى شخصية كاملة قابلة للعب. تضمنت هذه الفترة سلسلة من الإعلانات التشويقية من المطور وحملة من قبل الممثل تيري كروز للتعبير عن الشخصية. تم التعبير عن دومفيست في النهاية بواسطة سهر نجوجة. في الخلفية الخيالية لدومفيست، أصبحت الشخصية القابلة للعب هي الجيل الثالث الذي يستخدم القفاز، ويتم تقديمه كشرير بعد قتل سلفه وأصبح قائدًا لـ تالون، مجموعة العدو في اللعبة. ورافق إطلاق الشخصية فيلم فكاهي رقمي. كان المشجعين متحمسون للكشف عن الشخصية، وأشاد اللاعبون المحترفون بتوازن مجموعة حركاته. اعتبر نقاد آخرون أن دومفيست ضعيف للغاية بحيث لا يمكن أن يكون قابلاً للتطبيق، وغير مثير بما يكفي لإحياء اهتمام اللاعبين القدامى.

## الوصف
دومفيست هي شخصية مدمرة تم بناؤها على أنها شجاعة مُحبة للقتال، مع نطاق قريب، وهجمات مشاجرة في الغالب من القفاز الإلكتروني الخاص به. على سبيل المثال، الضربة الصاروخية (روكت بانش) عبارة عن هجوم مشحون يطلقه دومفيست في اتجاه هدف اللاعب. يحدث ضررًا إضافيًا إذا أصاب العدو بجدار. وهي مفيدة للقضاء على الأعداء في حالة الانسحاب وكذلك دفع الأعداء بعيدًا عن الحواف.  يقوم هجوم (رايزينق أبر كت) بضرب العدو باستخدام دومفيست في الهواء، ويقوم هجوم الضربة المزلزلة (سِيسمك سلام) بغوص ساحق للعودة به إلى الأرض. هجومه الوحيد غير القتالي هو مدفع اليد قصير المدى، والذي يطلق قذيفة من بندقية مقذوفات من مفاصل القفاز.  تتجدد طلقات الذخيرة الأربع بشكل تلقائي.  لدومفيست القدرة علي تجديد دروعه عندما يلحق بها الضرر نتيجة لهجمات المشاجرة. «قدرته النهائية»، كضربة النيزك (ميتيور سترايك)، تطلق دومفيست في الهواء لتسقطه على المنطقة المستهدفة،  وتكتمل القدرات النهائية الأخرى التي تجمع الأعداء معًا. 
تم تصميم هذه الحركات لاستخدامها بصورة مُدمجة أو كل علي حدي. على سبيل المثال، يمكن للاعب استخدام ضربة سِيسمك سلام الذي يسحب الأعداء إلية، ويتقدم إلى أبر كت الصاعد، والذي يقذف الخصم في الهواء. خلال هذا القذف، يمكن للاعب شحن لكمة الصاروخ والإفراج عنه عندما يعود الخصم إلى الأرض. بدلاً من ذلك، يمكن للاعب أن ينطلق في الهواء، ويختار خصمًا لضربه، ولكمه من مسافة قريبة. تم تصميم الشخصية لأساليب اللعب العدوانية واللاعبين المتقدمين.
من بين مزاياه، تساهم ميزه الدمج الحركية في حركته العالية، مقارنة بشخصيات أوفروتش الأخرى القابلة للعب. يمكن لدومفيست الوصول بسهولة الي الأعداء الذين يحتلون أرضًا مرتفعة، مثل القناصين. وهو أكثر فاعلية ضد الأعداء بطيء الحركة، ولكنه أقل فاعلية مع الأعداء ذوو الحركة العالية، مثل فرح وسولدر: 76 وسومبرا. من بين عيوبه، يعتمد دومفيست على قدرته على الهروب من مجموعات الأعداء، مما يترك اللاعب عاجزًا عندما تكون قدراته غير متوفرة (في فترة السكون أو تم اختراقه بواسطة سومبرا). «صندوق الضرب» الكبير لدومفيست، أو المنطقة التي تلحق بها الضرر، تلحق به ضررًا شبيهاً بشخصيات مثل ريبر، ورودهوغ وآنا سليب دارت.  في الألعاب الاحترافية، يعمل بشكل أفضل عند إحاطة فريق العدو وعزل الخصوم خارج موقعهم. عند إطلاق سراحه، كان من المتوقع أن يتناسب بشكل جيد مع مؤلفات فريق «الغوص» المشهورة في اللعب الاحترافي، حيث تضايق الشخصيات العدوانية مثل جينجي ووينستون العدو من مسافة قريبة. كان من المتوقع أيضًا أن يتوازن مع الاعداء الذين يمتلكون القدرة علي الغوص من خلال جذبهم إلى الداخل، ودفعهم في الهواء، وإخراجهم من القتال. كان من المتوقع أن يؤدي دومفيست أداءً جيدًا على معظم المستويات / الخرائط، لا سيما في تلك التي توجد بها أماكن قريبة.  شخصيات الدرع الثابتة (مثل رينهارت وأوريشا)، على الرغم من شعبيتها في تشكيلات الفريق المحترفة، لا يمكنها حماية دومفيست، الذي يستفيد أكثر من قدرة زاريا الفقاعية. 
تتعلق بعض خيارات تخصيص أزياء الشخصية («الجلود») بتراثه الثقافي الخيالي، مثل آلهة أوريشا لديانة اليوروبا وتقليد القناع الاحتفالي الأفريقي. تشير خيارات التخصيص الجمالية الأخرى لدومفيست إلى الملاكم محمد علي، والتسلسلات المجمعة لألعاب الفيديو القتالية، ومراجع ثقافة البوب الأخرى.  

## التطوير
كان دومفيست مرجعًا طائشًا في الرسوم المتحركة القصيرة الأصلية لـ أوفروتش والتي أدت شعبيتها المهووسة مع المعجبين بفريق التطوير إلى توسيع معرفته بإشارات داخل اللعبة في خريطة نومباني الخاصة باللعبة. في الفيديو السينمائي الذي تم استخدامه للإعلان عن اللعبة في عام 2014، هناك صبي متحمس لرؤية قفاز دومفيست معروضًا خلف الزجاج في متحف أوفروتش.  كان قفاز دومفيست عبارة عن جهاز مؤامرة، ولم يخطط المطورون لإنشاء شخصية لممارستها. لعب المدير الإبداعي لأوفروتش كريس ميتزن بأسماء مركبة لإعطاء القفاز اسمًا يذكرنا ببندقية. قام المطورون بتوسيع القفاز إلى شخصية دومفيست في أجزاء.على وجه الخصوص، قرروا استخدام القفاز باعتباره محورًا لبيئة نومباني للعبة، حيث يتم تغليف القفاز في هدف الخريطة، الحمولة، ليتم تسليمها إلى معرض دومفيست في متحف. بحلول أواخر عام 2015، قرر الفريق أن دومفيست سيكون بطلاً للأجيال، مثل بطل الأكوان الخارقة، إذا كان شخصية كاملة قابلة للعب،  الشخصية الإضافية الرابعة التي تتم إضافتها إلى اللعبة،  و 25 يوم القائمة. 
عند تصميم الشخصية، قال جيف جودمان من بليزارد إنهم صنعوا دومفيست على أنه «قصيدة لهذا النوع من القتال»، سواء في مجموعة مهاراته أو في مفهوم الفن.  على الرغم من محاولة بليزارد إبقاء جميع هجماته على شكل قتال، إلا أنهم وجدوا، كما فعلوا مع جينجي، أن دومفيست يحتاج إلى نوع من هجوم بعيد المدى لجعله قابلاً للعب؛ كان الهجوم المبكر بمثابة لكمة شبح تم إطلاقها من قبضته. تم اعتبار دومفيست أيضًا من فئة الدبابات، لكن بليزارد لم ترغب في ارتكاب الخطأ مرة أخرى المتمثل في امتلاك شخصية صحية عالية بهجمات قوية كما حدث في البداية مع رودهوغ في مقدمة اللعبة. في مرحلة ما أثناء التطوير، كان دومفيست قادرًا على التقاط الأعداء واستخدامهم كدروع بشرية أو رميهم، لكن عاصفة ثلجية قوية أسقطت هذا لأنه لم يكن من المفترض أن يكون مصارعًا أو مصارعًا، وفقًا لغودمان. كما أسقطوا قدرة على انتزاع قطع من الأرض ورميها. تم تصميم قدرته النهائية في الأصل لـ أوريشا، الشخصية التي تم تقديمها قبل دومفيست.

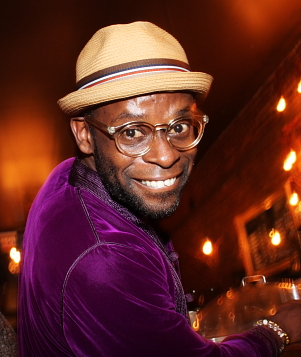
ممثل صوت دومفيست سهر نجوجه، في الصورة عام 2012

قام الممثل ولاعب كرة القدم الأمريكي السابق تيري كروز بتوليد الدعم على وسائل التواصل الاجتماعي في محاولته للتعبير عن الشخصية، والتي تضمنت تجربة أداء وهمية، وزيارة مقر المطور، وتأييد من زميله الممثل دواين جونسون، وحملة معجبين.  تم التعبير عن الشخصية في النهاية بواسطة سهر نجوجه، الذي ظهر سابقًا في موني مونستر وستومب ذا يارد. أوضح مايكل تشو من بليزارد أنه عندما كانوا يبحثون عن دومفيست على وجه التحديد عن «شيء محدد جدًا نظرًا لدوره في اللعبة»، أثار اختبار نجوجه إعجابهم بشكل كبير، إلى جانب قدرته على تقديم العديد من «النكهات» المختلفة التي يحتاجونها للشخصية.  شعر كروز في النهاية أن نجوجه كان مناسبًا بشكل أفضل لدومفيست، وكان من دواعي سروره أنه تم تضمينه، بدلاً من ذلك، في كراك داون من مايكروسوفت 3.  لم يستبعد تشو استخدام كروس في مكان آخر داخل أوفروتش .
في الفترة التي سبقت الإعلان الرسمي لشركة بليزارد عن الشخصية القابلة للعب، قام المطورون بمضايقة إطلاق سراحه بتعديل دومفيست غنتليت في نومباني ليبدو وكأنه مسروق من علبته الزجاجية.   أكدت بليزارد أخيرًا تطوير دومفيست بمقطورة دعابة في أوائل يوليو 2017، بعد أسبوع من تسريب أنباء الإصدار من خلال سجلات أعطال اللعبة. تم رسم فيلم الكشف السينمائي بأسلوب الأنمي بواسطة وولف سموك إستوديو، ومقره شنغهاي، والذي سبق له أن أعرب عن اهتمامه بتطوير أنيمي في عالم اللعبة الخيالي. كما أرسلت بليزارد كوسبلاير (الزي) دومفيست الرسمي إلى سان دييغو كوميك كون وتصفيات كأس العالم أوفرواتش في سيدني. بعد فترة وجيزة من الكشف، أصبح دومفيست قابلاً للعب على خوادم اختبار اللعبة، حيث تمت إعادة توازن بعض قوى الشخصية لتقليل مسافة اللكمة والحركة الرأسية.  تم إصدار الشخصية لجميع المنصات في 27 يوليو 2017.

## الشخصية
يتم تقديم دومفيست على أنه شخصية «جيلية» مرت، مثل الفانوس الأخضر أو الفلاش، عبر حقبتين من الأجيال كان معروفًا فيهما للعالم الخيالي باسم «المنقذ» و «البلاء».  دومفيست القابل للعب هو التجسد الثالث للشخصية، المسمى «الخلف أو التالي» باعتباره الشخص الثالث الذي سيتم تسميته «دومفيست»
دومفيست هو أحد الأشرار في الكون الخيالي لأوفروتش. في القصة الدرامية للعبة دومفيست الثالثة، يتم تقديم أكاندي أوغونديمو على أنه الوريث الشرير لشركة الأطراف الاصطناعية في نيجيريا الذي يقسم وقته بين توسيع الشركة والتدريب على فنون الدفاع عن النفس. خلال لعبة «أومنيك وور» بين البشر وروبوتات أومنيك المارقة، فقد أوغونديمو ذراعه اليمنى. أثار استبداله الاصطناعي إعجاب دومفيست الثاني (أكينجيد أدييمي)، الذي قام بعد ذلك بتدريب أوغونديمو كخليفة له، لكن الطالب قتل معلمه لاحقًا ليطالبه بالقفاز نفسة. أصبح أوغونديمو قائدًا لمجموعة تالون، المنظمة الأعداء لـ أوفروتش، ويدافع عن إيمانه بأن قوى الصراع ستقوي الإنسانية. في مرحلة ما قبل حاضر اللعبة، هزم وينستون من أوفروتش، وهو شخصية قابلة للعب في اللعبة، دومفيست ويضع القفاز الفخري خلف الزجاج في متحف أوفروتش، كما هو مشار إليه في فيديو إعلان أوفروتش الأصلي.  أول إعلان تشويقي لبليزارد لإطلاق سراح دومفيست يظهر تقريرًا إخباريًا خياليًا عن تالون أطلق سراح دومفيست من السجن لسرقة التحدي.  قامت بليزارد بتعديل مستوى نومباني أثناء إصدارها لـ أوريشا، الشخصية السابقة القابلة للعب التي تم إصدارها للعبة، للإشارة إلى أن دومفيست قد هاجم المدينة وسرق القفاز؛ والجدير بالذكر أن غلاف الحمولة قد تم فتحه وفقد القفاز. 
صاحب الفيلم الهزلي الرقمي إصدار الشخصية القابلة للعب، والذي ظهر فيه دومفيست في إعداد كازينو جيمس بوند-إسكي. يحدد ماسكيوريد دوافع الشخصية والمنافسة بعد إطلاق سراحه من السجن.

## الإستقبال
بعد إعلان دومفيست الرسمي، أبلغ كوتاكو عن رد فعل المعجبين بأنه «مفرط في الحماس». تنافس ترقب المعجبين بالشخصية ذلك بالنسبة لسومبرا، الشخصية التي تم إصدارها في العام السابق  مع فترة كشف مطولة. كان اللاعبون يأملون في إصدار دومفيست في كل مرة كشفت فيها بليزارد عن شخصية إضافية للعبة. كتب بوليغون أن إعلان دومفيست السينمائي، المرسوم بأسلوب الإنمي، كان الأفضل في السلسلة حتى الآن. المعجبون الذين ضغطوا من أجل تيري كروس للعب صوت دومفيست أصيبوا بخيبة أمل لاكتشاف غيابه، ولكن تم الإشادة بأداء سهر نجوجه في وقت إزاحة الستار عن دومفيست رسميًا،  وتلقى المشجعون الشخصية بشكل إيجابي على أي حال. اختيار بليزارد لـ نجوجه على الطاقم الأعلى مستوى يعني أيضًا أن الممثل الصوتي سيكون متاحًا أكثر للظهور مرة أخرى للتسجيل الإضافي وأحداث مجتمع اللعبة الأخرى. حقق دومفيست أيضًا افتقار أوفروتش المؤلم إلى الشرير الخارق، وفقًا لـ أي إن جي، في طاقم من الشخصيات الأخرى الغامضة أخلاقياً ولكنها مأساوية وقابلة للاسترداد. توقع النقاد دومفيست كبداية لعاصفة ثلجية قوية جعلت تالون منظمة خسيسة مثل ليغون أوف دوم (جاستس ليغ) أو ماسترز أوف إيفل (أفينجرز).
كتب موقع هيروز نيفر داي، وهو موقع إخباري خاص بـ أوفروتش من قبل بوليغون، أن أسلوب دومفيست كان مختلفًا تمامًا عن أسلوب الشخصيات الأخرى، وخلق سيناريو «وليمة أو مجاعة» تكون فيه الشخصية مفيدة فقط عند الانخراط في لعب محفوف بالمخاطر وعدواني. توقع الموقع أن يؤثر إصدار دومفيست على اختيارات شخصيات الفريق لتعظيمها نقاط القوة والضعف والتآزر مع دومفيست. أشاد بي سي غيمر بتوازن دومفيست ضد الشخصيات الأخرى قبل إطلاقه مباشرة. أثنى اللاعبون المحترفون على إضافة شخصية قوية يمكن مواجهتها لتعطيل الشخصيات المشتركة التي لا يمكن مواجهتها والتي يتم لعبها عادة في الدائرة الاحترافية. أشاد آخر بفكرة قتال مجموعات على غرار اللعبة في نطاق مطلق النار من منظور الشخص الأول لإضافة سقف مهارة إضافي للاعبين لمتابعته. ومع ذلك، اعتبر كوتاكو أن دومفيست هو أفضل لعبة قتالية من لعبة مارفل في إي. حتى عندما كان تصميم دومفيست أنيقًا، يعتقد ناقد وايبوينت، أن الشخصية لم تكن مثيرة أو بما يكفي من الحافز الخارجي لاستعادة اللاعبين الذين انسحبوا من قاعدة لاعبيها.  ومع ذلك، وجد المراجعون الآخرون متعة بسيطة في تنفيذ اللكمات والمجموعات.
في وقت إصدار دومفيست، كانت لعبة أوفروتش الوصفية تفضل تركيبات «الغوص»، باستخدام شخصية يمكنها القفز فوق مسافة كبيرة مثل وينستون أو دي.في أي. سيقوم اللاعبون الذين يستخدمون هذه الشخصيات بالتضحية بأنفسهم من خلال القفز إلى خط المواجهة للعدو أو خلفه، وإلحاق أكبر قدر ممكن من الضرر، مما يؤدي إلى تشتيت انتباه هذا الفريق من الدفعة كبيرة. بعد حوالي شهر من إضافة دومفيست، تمت مواجهة إستراتيجية «الغوص» بسهولة حيث يمكن لـ دومفيست القضاء بسرعة إما على التهديد الفردي أو المجموعة القادمة خاصة عندما يقترن بمهارات التحكم في الجماهير مثل زاريا أو رينهارت.